# Grințieș
Grințieș es una comuna ubicada en el distrito de Neamț, Rumania.

## Superficie
Posee una superficie de 138,7 kilómetros cuadrados.

## Demografía
Hasta 2021 la población era de 1925 habitantes, con una densidad de población de 13,88 habitantes por kilómetro cuadrado.